# David Buitenweg
David (Daaf) Buitenweg (Utrecht, 29 oktober 1898 – aldaar, 9 april 1968) was een Nederlandse voetballer.

## Carrière

### Clubvoetbal
Buitenweg speelde in zijn carrière voor UVV, Vitesse en Hercules. Daaf was de jongere broer van Wout Buitenweg. Hij debuteerde voor UVV op 3 februari 1918 in de thuiswedstrijd tegen VOC. Buitenweg maakte die dag tevens zijn eerste doelpunt, de 3-0 in wat uiteindelijk een 6-1 overwinning zou worden. Aanvang 1924 ontstonden er bestuurlijke problemen bij UVV als gevolg waarvan Wout Buitenweg de vereniging verliet. Aanvankelijk zag het ernaar uit dat ook Daaf UVV zou verlaten. Beide broers werden gelinkt aan Sparta. Het bleef echter bij twee optredens als gastspeler voor Sparta tegen Bolton Wanderers (29 mei 1924) en het nationale voetbalteam van Estland (7 juni 1924) . Vervolgens zouden de gebroeders volgens de kranten beiden naar Hercules vertrekken. Uiteindelijk besloot Daaf echter toch bij UVV te blijven.  Na tien jaar in het eerste elftal te hebben gespeeld verliet hij UVV na de degradatie naar de tweede klasse in 1928. Hij speelde een jaar voor Vitesse waarna hij terugging naar Utrecht waar hij bij Hercules werd herenigd met zijn broer.

### Vertegenwoordigend voetbal
Eenmaal kwam Buitenweg voor Oranje uit. Een succes werd het niet door de zelfzuchtige houding van Buitenweg die vooral voor zijn eigen kansen ging. Het bleef dan ook bij deze ene vriendschappelijke interland tegen Italië.
| Nr. | Datum      | Locatie                | Thuisploeg | Uitploeg | Uitslag | Dp. | Verslag |
| --- | ---------- | ---------------------- | ---------- | -------- | ------- | --- | ------- |
| 54. | 8 mei 1921 | Het Stadion, Amsterdam | Nederland  | Italië   | 2-2     | -   |         |

## Privéleven
David Buitenweg werd te Utrecht geboren op 29 oktober 1898 als vijfde kind van Adrianus Buitenweg (geboren: Utrecht, 27 september 1852, overleden: Utrecht, 31 januari 1927) en Jannigje Dorrestein (geboren: Zeist, 15 juli 1862, overleden: Utrecht, 18 januari 1947). Het huwelijk van zijn ouders vond plaats op 13 april 1888 te Utrecht. Bij zijn geboorte waren nog twee van de eerdere vier kinderen in leven: Wouter Marinus "Wout", geboren te Utrecht op 24 mei 1893, en Cornelia, geboren te Utrecht op 7 april 1895. Het eerste kind van het gezin Buitenweg, David, werd te Utrecht geboren op 29 juli 1889 en overleed aldaar op 7 juni 1894. Het tweede kind, Wouter Marinus, zag het levenslicht in Utrecht op 23 maart 1891 en overleed reeds twee maanden later op 29 mei 1891. Op 6 oktober 1927 trad Buitenweg te Utrecht in het huwelijk met Cornelia van der Wal (Utrecht, 3 februari 1903).